# Sistema Europeu de Bancos Centrais
O Sistema Europeu de Bancos Centrais (SEBC) consiste do Banco Central Europeu (BCE) e dos bancos centrais de todos os países membros da União Europeia. Este sistema foi implementado como parte da terceira fase da União Monetária Europeia, no dia 1 de Janeiro 1999. O SEBC baseia-se nos estatutos do Banco Central, nos estatutos do Sistema Europeu de Bancos Centrais e nos tratados fundadores da Comunidade Europeia.
Funções do SEBC:
- estabelecer e aplicar a política monetária da comunidade
- gerir as recursos de terceiros oficiais dos países membros
- conduzir operações cambiais
- promover o bom funcionamento dos sistemas de pagamentos
- aconselhar as autoridades nacionais nos domínios da supervisão das instituições de crédito

O Sistema Europeu de Bancos Centrais é diferente do Eurosistema. O Eurosistema só inclui o BCE e os países membros da Zona Euro.

## Os bancos centrais nacionais
- Áustria: Oesterreichische Nationalbank
- Alemanha: Deutsche Bundesbank
- Bélgica: Nationale Bank van België/Banque Nationale de Belgique
- Bulgária: Българска народна банка (Euro será implementado em 2026)
- Chipre: Central Bank of Cyprus
- Croácia: Hrvatska narodna banka
- Dinamarca: Danmarks Nationalbank (Euro não implementado)
- Espanha: Banco de Espanha
- Eslováquia: Národná banka Slovenska
- Eslovénia: Banka Slovenije
- Estónia: Eesti Pank
- Finlândia: Suomen Pankki
- França: Banque de France
- Grécia: Bank of Greece
- Hungria: Magyar Nemzeti Bank (Euro não implementado)
- Irlanda: Central Bank and Financial Services Authority of Ireland
- Itália: Banco da Itália
- Letónia: Latvijas Banka
- Lituânia: Lietuvos bankas
- Luxemburgo: Banque centrale du Luxembourg
- Malta: Central Bank of Malta
- Países Baixos: De Nederlandsche Bank
- Polónia: Narodowy Bank Polski (Euro não implementado)
- Portugal: Banco de Portugal
- República Checa: Česká národní banka (Euro não implementado)
- Roménia: Banca Națională a României
 (Euro não implementado)
- Suécia: Sveriges Riksbank (Euro não implementado)